# Llit de campanya
|  | No s'ha de confondre amb Llitera (baiard). |

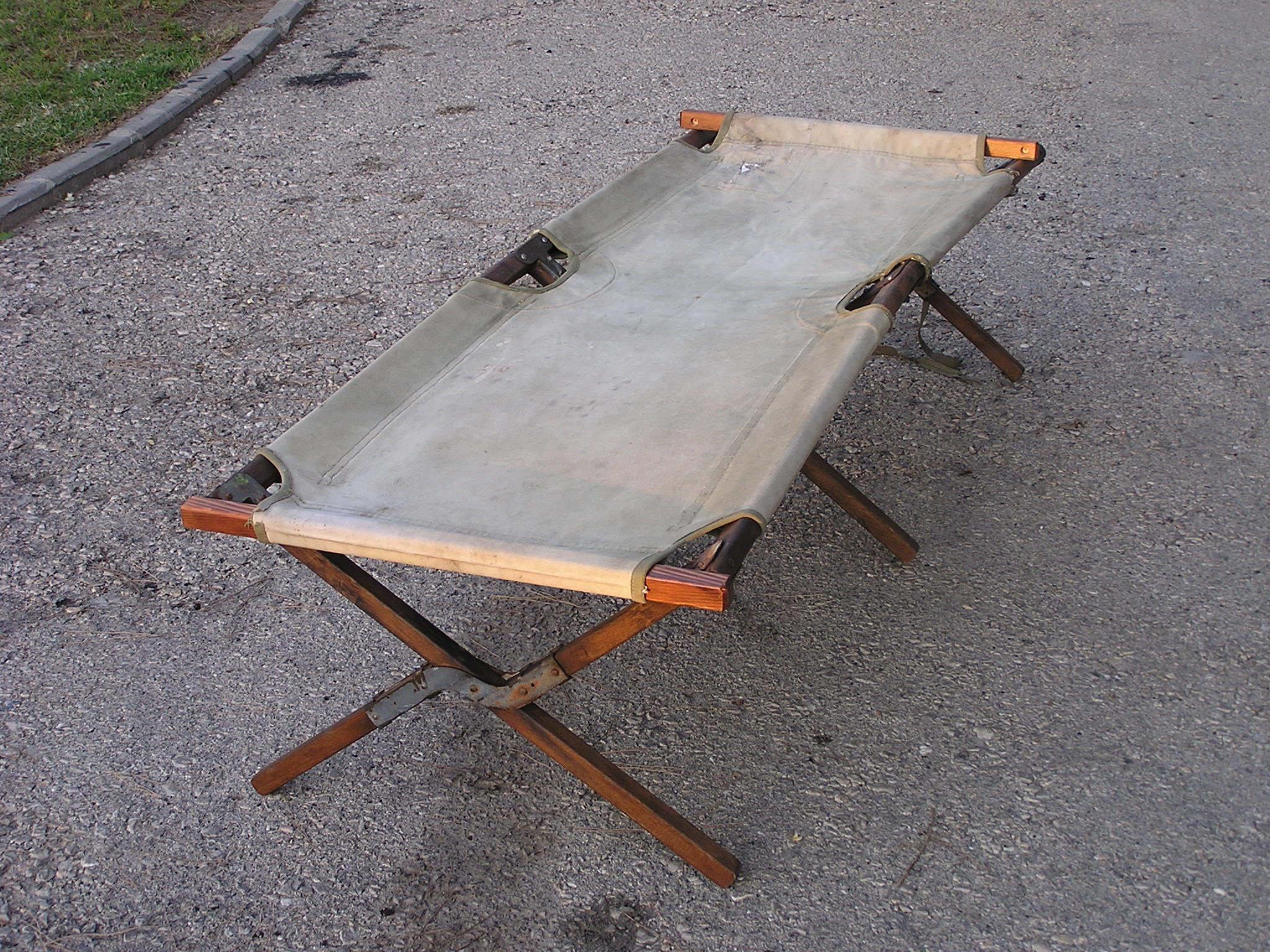
Llit de camp de l'US Army

Un llit de campnya, llit de camp o llit de camí (en anglès camp bed), és un llit portàtil, lleuger petit que s'utilitza en camps militars o també en càmpings. Està fabricat amb tubs de metall o varetes d'acer trempat (antigament amb llistons de fusta) i té una lona forta tensada sobre l'estructura. Generalment, és lleuger, plegable i durador, per la qual cosa és fàcil de transportar per part de les tropes o dels campistes. Se'n fabriquen inclús, d'una mida reduïda per a infants.

## Descripció
Els llits de campanya generalment consten d'un marc plegable de metall o fusta lleugera, cobert amb tela, lli o niló. S'empren en situacions on els llits permanents més grans no poden ser utilitzats. L'avantatge principal d'aquest tipus de llit és la seva portabilitat i compacitat. Els llits de campanya són generalment utilitzats pels exèrcits i les organitzacions, en el turisme, i en situacions d'emergència quan és una necessitat primordial la rapidesa en proporcionar allotjament per a les víctimes, o en els hospitals de campanya per als malalts i ferits; a la II Guerra Mundial en el front Francés van morir més soldats en "camp-beds" que directament en combat. Al Musée de l'Armée de Paris, es mostra el llit de campanya en el que Napoleó dormia i, fins i tot hi va morir a Santa Helena.

## Història
Els primers llits de campanya van ser probablement utilitzats per l'exèrcit Romà. Durant el període soviètic, la manca d'albergs va ser causa d'un ús massiu de llits de campanya que els van convertir en elements icònics de la vida soviètica.

## Galeria

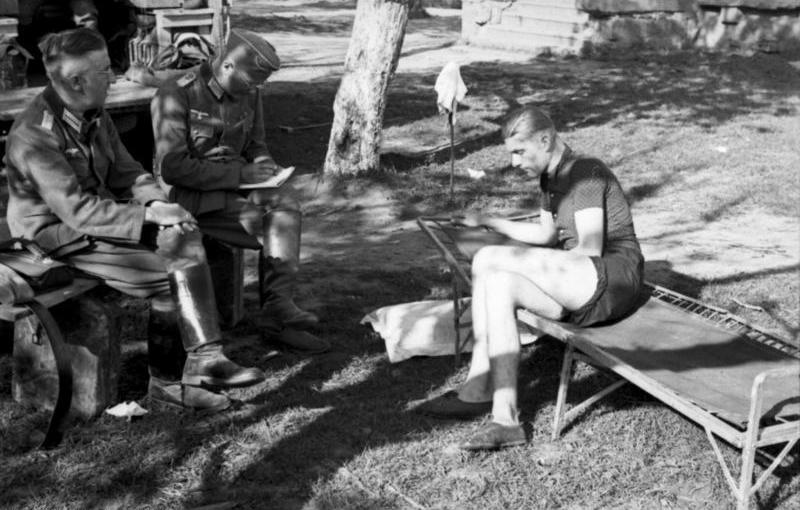
Soldat alemany en un llit de campament plegable, 1941
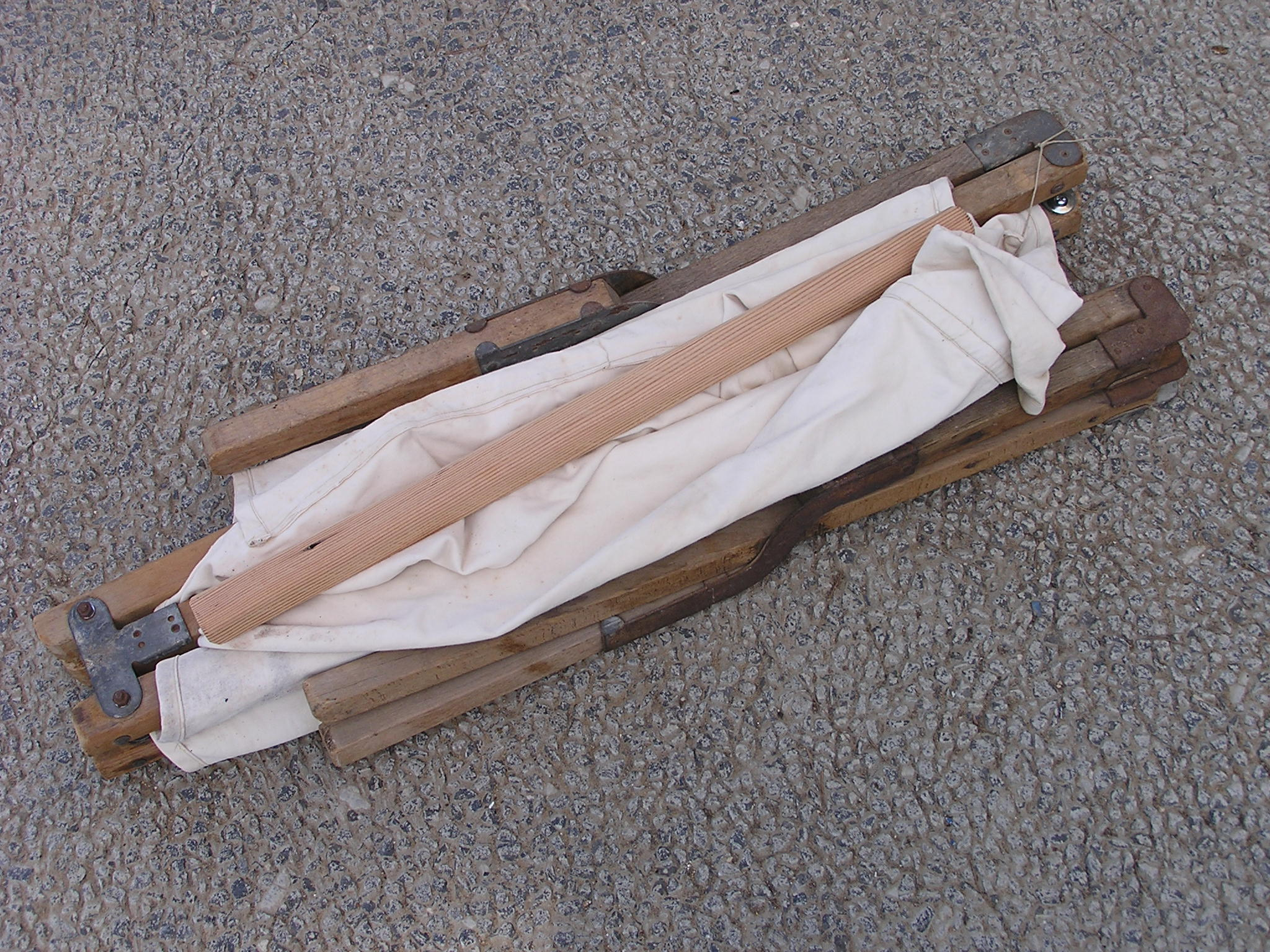
Llit de campament plegat
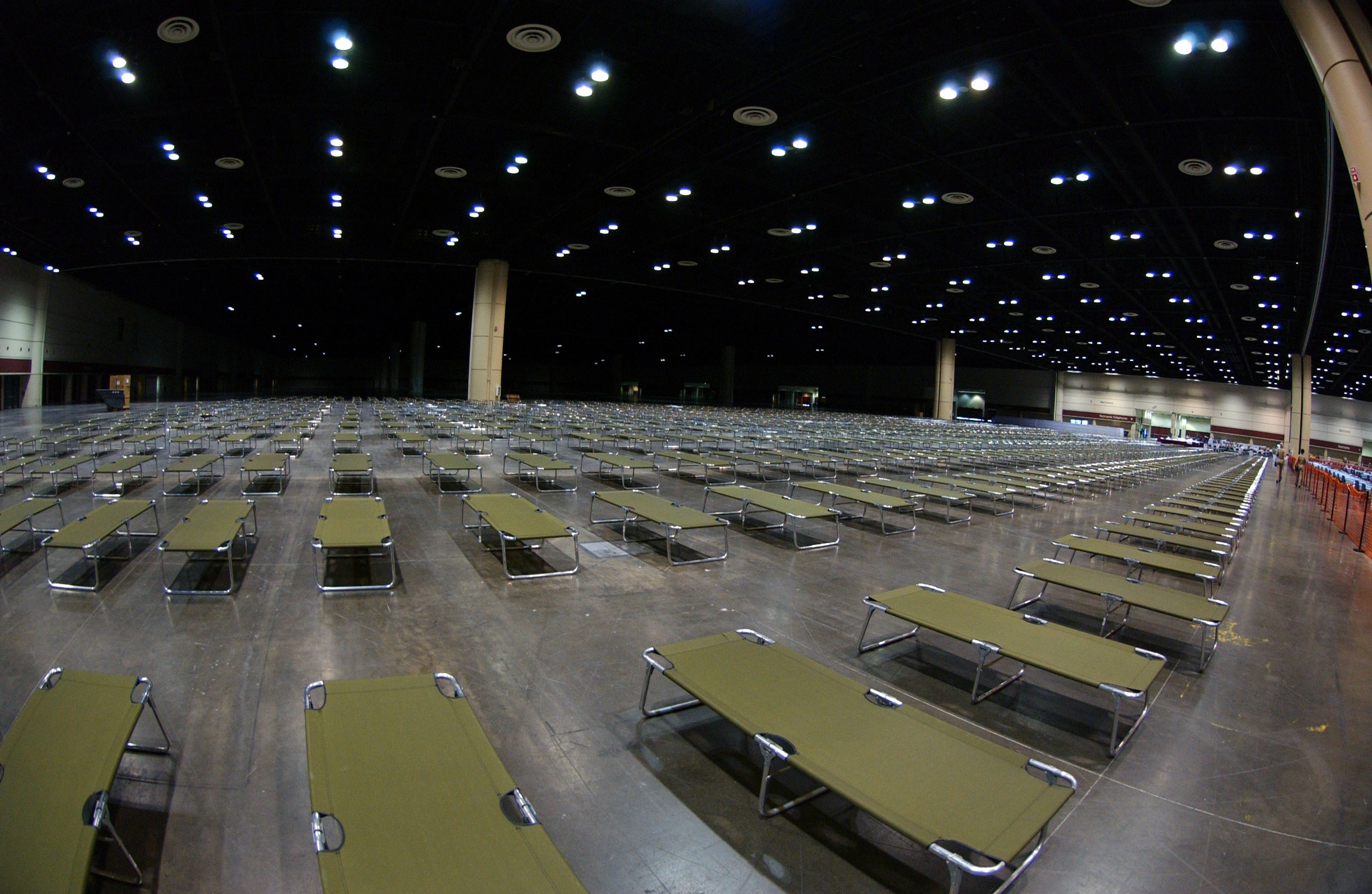
Llits de campanya preparats a Orange County
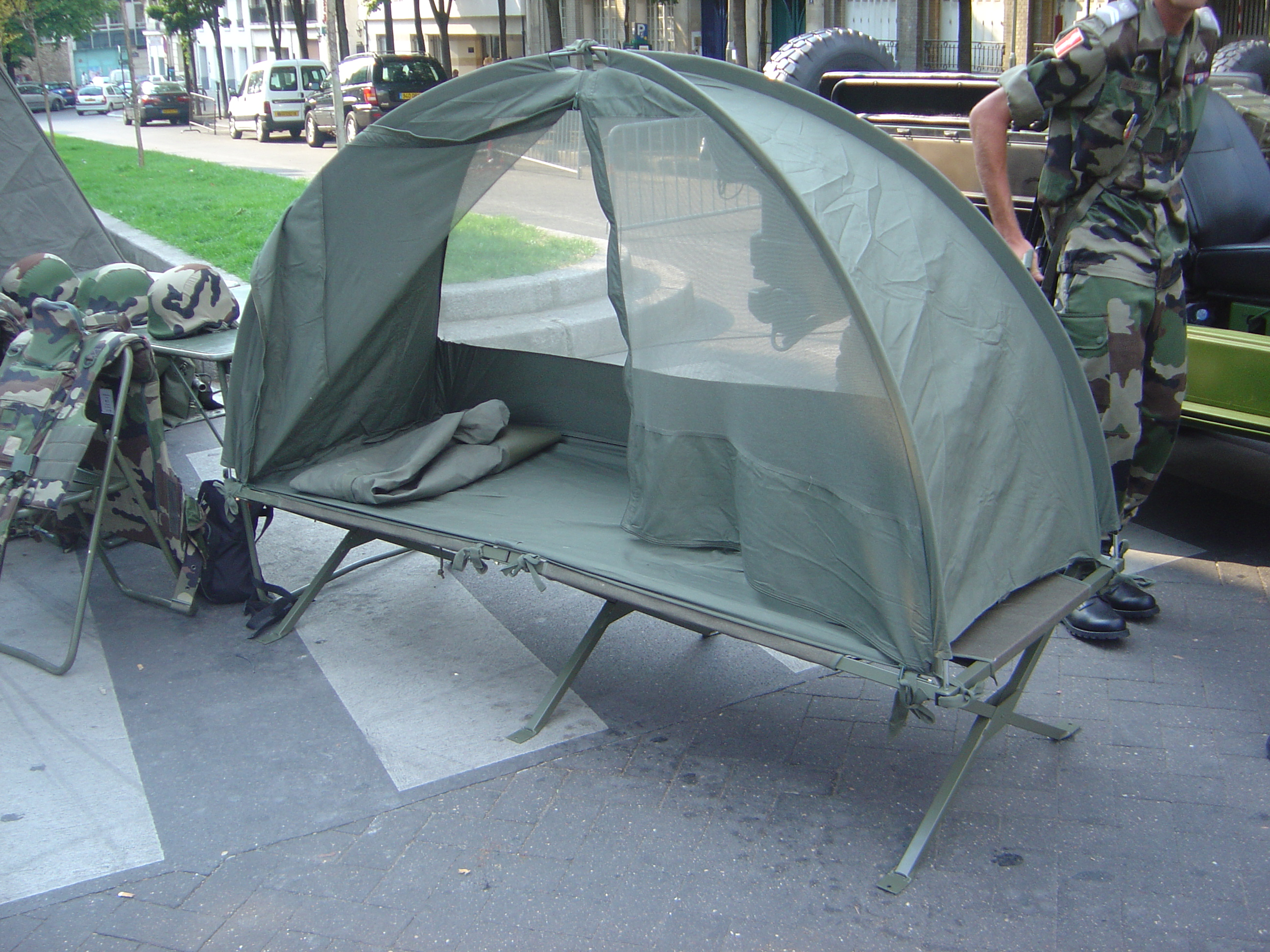
Llit de camp portàtil francès amb mosquitera
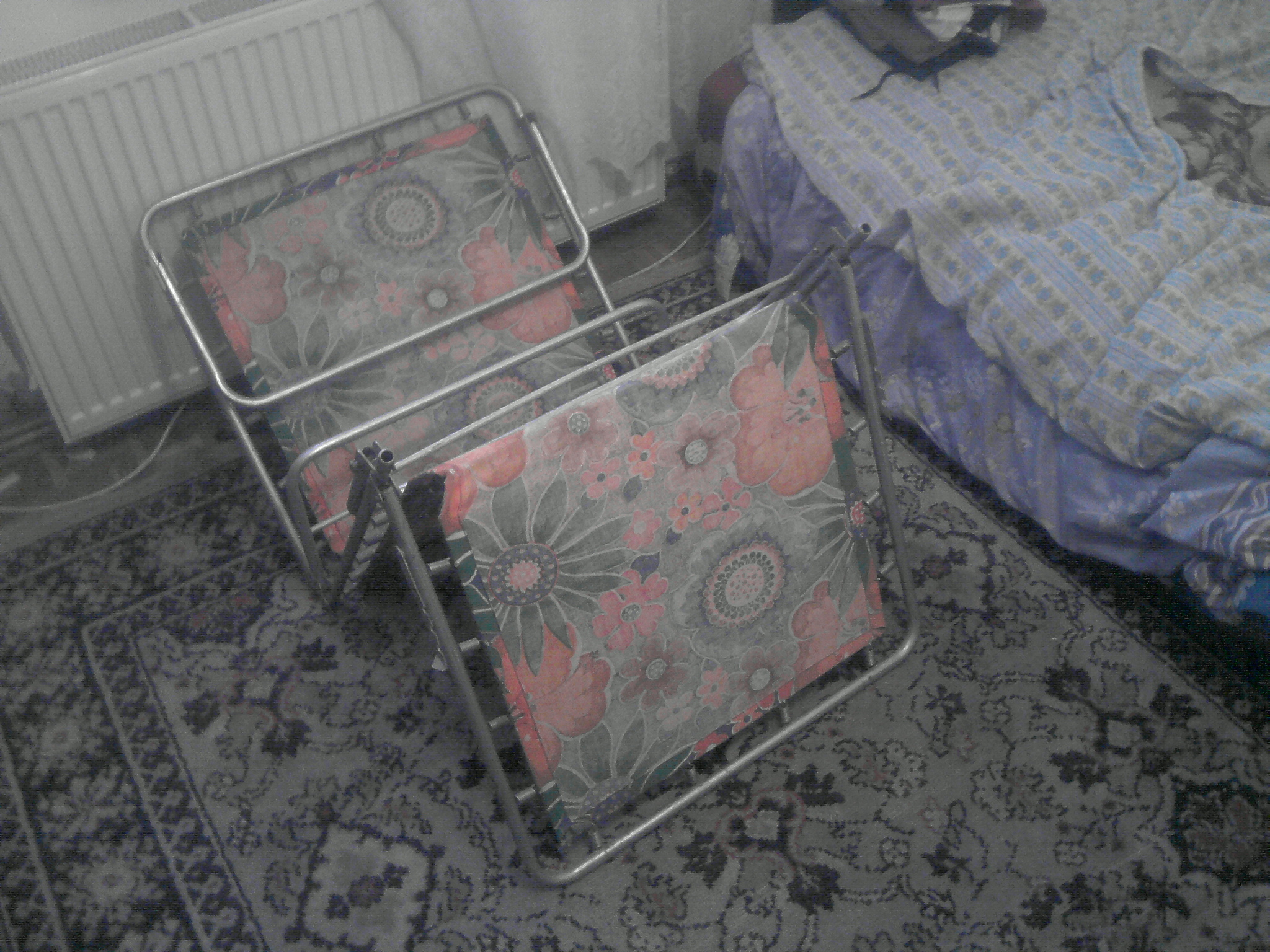
Llit plegable d'alumini, típic de molts països del Bloc Oriental
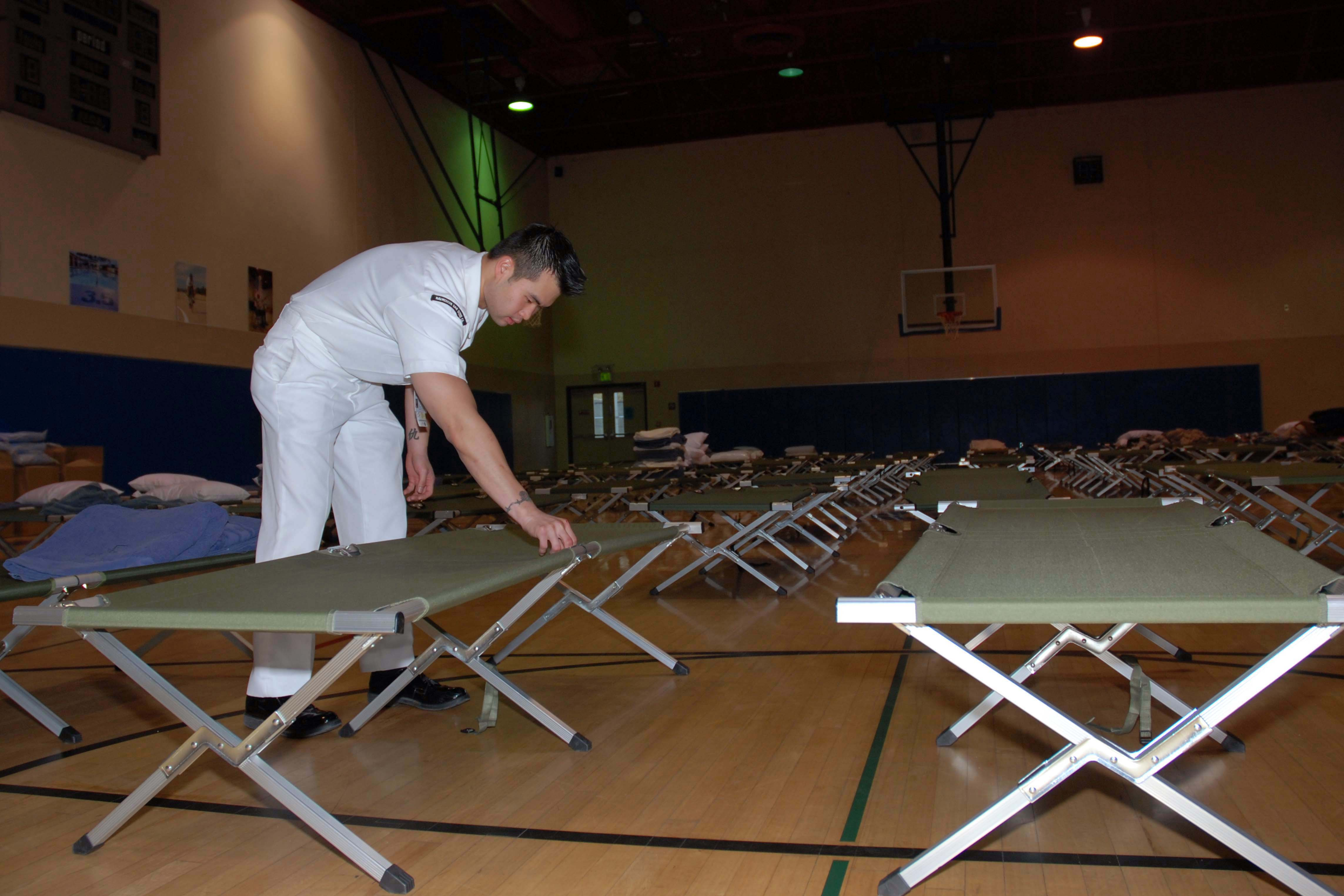
Llits pels evacuats dels focs de Califòrnia de 2007